# Кесендре
Кесендре (мкд. Кесендре) је насеље у Северној Македонији, у јужном делу државе. Ћесендре су насеље у оквиру општине Кавадарци.

## Географија
Кесендре су смештене у јужном делу Северне Македоније. Од најближег већег града, Кавадараца, насеље је удаљено 22 km западно.
Насеље Кесендре се налази у историјској области Рајец, која обухвата брда и планине између Тиквешке долине на истоку и висоравни Пелагоније на западу. Западно од насеља уздиже се планина Козјак, а североисточно планина Клепа. Насеље је положено на приближно 670 метара надморске висине. 
Месна клима је континентална. 

## Становништво
Кесендре су према последњем попису из 2002. године биле без становника. 
Већинско становништво у насељу били су етнички Македонци.
Претежна вероисповест месног становништва било је православље.